# Ašot Anastasyan
Ašot Anastasyan (Աշոտ Անաստասյան; Erevan, 16 luglio 1964 – 26 dicembre 2016) è stato uno scacchista armeno, Grande maestro dal 1993.

## Biografia
Partecipò a sei Olimpiadi degli scacchi dal 1992 al 2002, vincendo una medaglia d'oro individuale in 4a scacchiera alle olimpiadi di Istanbul 2000 e due medaglie di bronzo di squadra (Manila 1992 e Bled 2002).
Fu otto volte vincitore del Campionato armeno (1983, 1985, 1986, 1987, 1988, 1992, 1994 e 2005). Per il numero di vittorie è stato superato solo da Henrik K'asparyan, che lo batté dieci volte.
Tra i risultati di torneo, vinse da solo o alla pari a Katowice nel 1993 , a Budapest nel 1999, a Parigi nel 2005, ad Abu Dhabi nel 2007 e a Dubai nel 2009.